# Lakes of the Four Seasons
Lakes of the Four Seasons è un census-designated place (CDP) degli Stati Uniti d'America, situato nello stato dell'Indiana, diviso tra la contea di Lake e la contea di Porter.